# Wisełka (jezioro)
Wisełka – jezioro rynnowe, położone w północnej części wyspy Wolin, w gminie Wolin, w powiecie kamieńskim, na południu wsi o tej samej nazwie.

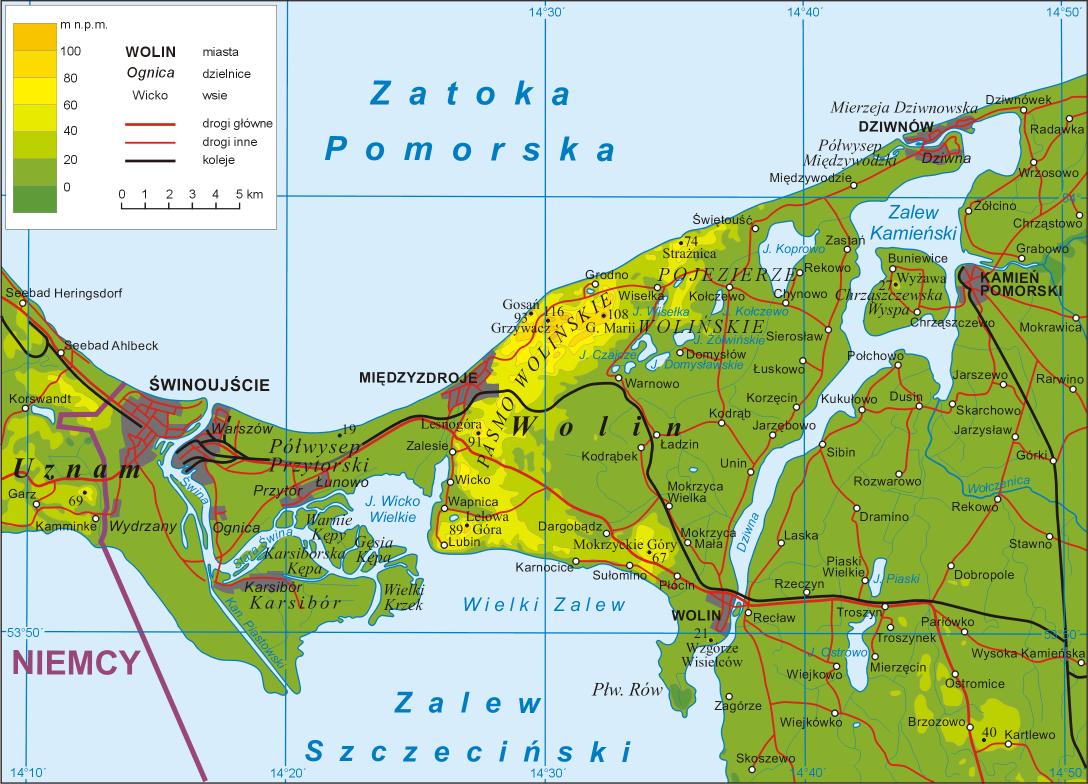
Mapa wyspy Wolin z zaznaczonym jeziorem Wisełka

Jezioro otoczone jest lasem i domami, ma piaszczyste łatwo dostępne brzegi. Przy zejściu na plażę można wypożyczyć łódki i żaglówki. Można w nim łowić szczupaki i okonie, węgorze, leszcze i liny.
Nazwę Wisełka wprowadzono urzędowo w 1949 roku, zastępując poprzednią niemiecką nazwę jeziora – Neuendorfer See.